# Nomadismo

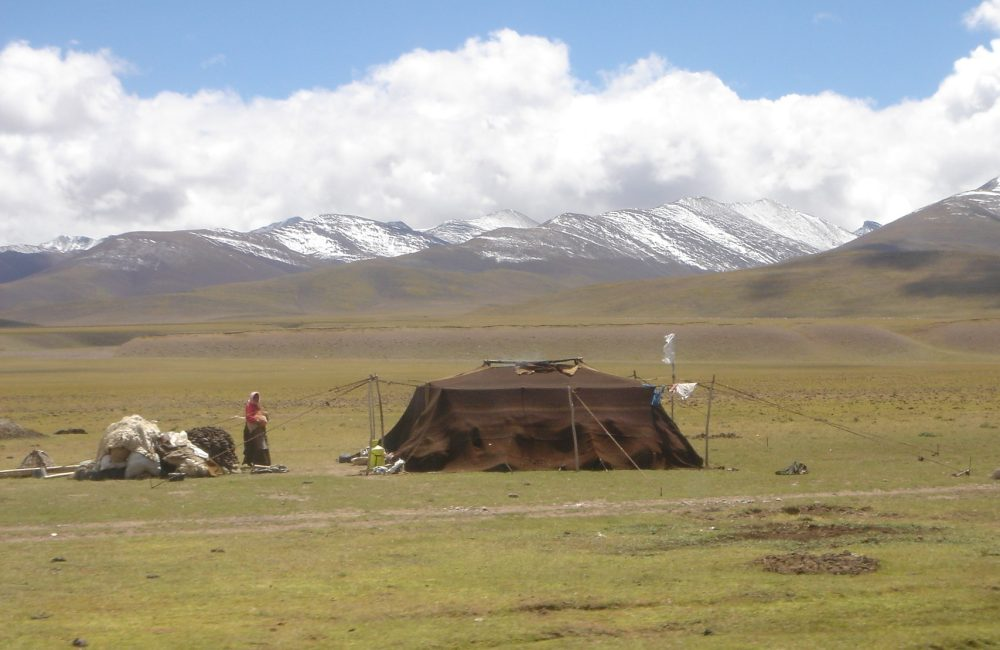
Pastores nômades acampando perto de Namtso em 2005. Aproximadamente 40% da população do Tibete é nômade ou seminômade.

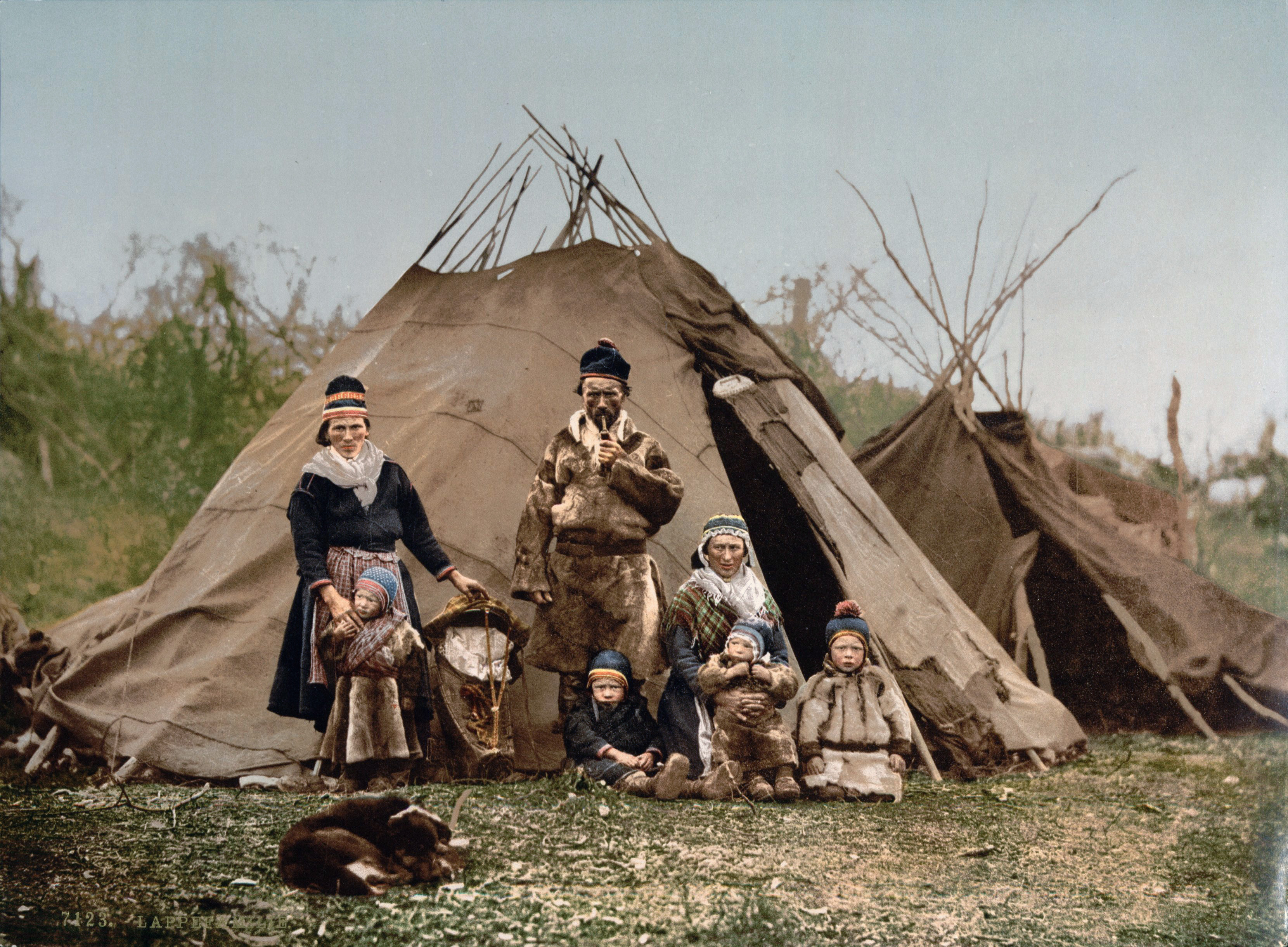
Família Sámi da Noruega, cerca de 1900. Os povos nômades árticos e subárticos criam renas há séculos.

O nomadismo é a prática dos povos nômades(pt-BR) ou nómadas(pt), ou seja, que não têm uma habitação  fixa, que vivem permanentemente mudando de lugar.
Usualmente são os povos do tipo caçadores-coletores ou pastores, mudando-se a fim de buscar novas pastagens para o gado, quando se esgota aquela em que estavam. Os nômades não se dedicam à agricultura e frequentemente ignoram fronteiras nacionais na sua busca por melhores pastagens.
A maioria dos antigos povos nômades tornaram-se sedentários com a descoberta da agricultura. No entanto, ainda hoje subsistem sociedades nômades, como algumas tribos de tuaregues do Saara.
O nomadismo na economia recolectora era motivado pela deslocação das populações que, na procura constante de alimentos, acompanhavam as movimentações dos próprios animais que pretendiam caçar, procuravam os locais onde existiam frutos ou plantas para recolher ou necessitavam de se defender das condições climáticas ou dos predadores. Este tipo de nomadismo manteve-se entre as comunidades que persistiram no modo de produção recolector.
Há, portanto, uma diferença básica entre este tipo de nomadismo e o nomadismo coincidente com o início da criação de gado. Alguns povos, eventualmente por razões de natureza ambiental ou por ao longo dos anos se terem afastado dos agricultores, preferiram um tipo de vida exclusivamente dedicado à criação de ovelhas, cabras, bovinos e outros animais. A pastorícia implica uma frequente deslocação dos animais criados em função dos recursos naturais existentes ou para possibilitar a renovação da flora. Em consequência da sua constante mobilidade, os nómadas não produziam, em geral, qualquer espécie de cerâmica, que tinham de obter por troca.
Na Ásia Central e Setentrional a população optou e continuou com o seu estilo de vida característico dos nómadas, mudando frequentemente os seus locais de acampamento. Ampliou-se com o avanço e a diversificação da criação de gado e tem sobrevivido até aos nossos dias sem modificações assinaláveis. É o caso das tribos nómadas mongóis, a viverem em regiões onde a vegetação típica das estepes proporciona boas pastagens com condições naturais para a manutenção de grandes rebanhos.
Na Índia uma cultura nómada de caçadores destacou-se na domesticação e criação de animais. Grupos de pequenas famílias ou comunidades, atravessavam os rios utilizando jangadas, cobriam o corpo com peles de animais e usavam equipamento de caça como o arco e a flecha com micrólitos na ponta.
No Saara uma economia de pastoreio nómada mais desenvolvida pode ter sido também uma consequência da desertificação crescente. Na África Oriental, fenomenos como a dessecação dos lagos, onde eram abundantes os recursos alimentares, alterou a fixação das populações que passaram a um regime de pastoreio nómada que permaneceu até tempos recentes.